# Чермєнські
Чермєнські (пол. Czermieńscy) — шляхетські роди Республіки Обох Націй.

## Гербу Холєва
Були представлені в Добжинській землі.

## Гербу Рамульт
Був представлений у Краківському, Подільському, Руському воєводствах.

### Представники
- Ян (пом. 1586), у домініканському костелі Святої Трійці у Кракові був його надгробок,
- Анджей — кам'янецький писар,
  - Анна[1] (1525—1579/1580[2]), удова Себастьяна Ксьонжніцкого, дружина коронного стражника Миколая Потоцького, дідичка Панівців, Сутинівців (Шутнівців), Малиничів, Михалкова[3].